# Virtual Boy Wario Land
Virtual Boy Wario Land — видеоигра в жанре платформера, разработанная и изданная Nintendo для игровой системы Virtual Boy в 1995 году. Игра повествует о Варио, охотнике за сокровищами, который должен находить сокровища и сражаться с врагами, чтобы продвигаться вперёд. Основными приёмами Варио являются умения прыгать и бить плечом. Он также может использовать специальные шапочки, которые дают ему такие возможности, как огненное дыхание и бычьи рога. В некоторых моментах он может заходить на задний план с помощью стереоскопического трёхмерного эффекта приставки. Игра была разработана подразделением Nintendo R&D1, и имеет красно-чёрную цветовую схему, стандартную для игр Virtual Boy.
Игра получила в целом положительные оценки, особенно в ретроспективных обзорах. Её считают лучшей игрой на Virtual Boy, хвалят за игровой процесс и использование эффекта глубины, и критикуют за короткую продолжительность. Благодаря своим уловкам с фоном она послужила источником вдохновения для множества игр, включая Donkey Kong Country Returns и Mutant Mudds.

## Сюжет

Варио путешествует по одному из первых уровней игры; скриншот сделан с эмулятора без трехмерного изображения

В игре Virtual Boy Wario Land герой Варио отправляется на поиски сокровищ в Авазоне (англ. Awazon). Увидев, как странные существа входят в секретную пещеру за водопадом, он решает последовать за ними. Предъявив претензии на их сокровища, он проваливается сквозь пол и вынужден пробиваться обратно наверх.
Концовка зависит от того, нашёл ли Варио все дополнительные сокровища в нижних туннелях и сколько монет он собрал:
- Если Варио не смог собрать все 10 знаков, которые открывают дверь в хранилище сокровищ, он выходит из пещеры в разочаровании и замечает, что банда бобров совершила акт вандализма по отношению к его самолёту. Предлагая ему альтернативное транспортное средство в обмен на монеты, бобры дают ему возможность прокатиться в зависимости от собранной суммы: от двух вентиляторов до велосипеда, дракона или нового самолёта.
- Если игрок соберёт все десять знаков, Варио сможет открыть хранилище и забрать своё богатство, а также волшебный ковёр, который доставит его домой, и волшебную бутылку. При выполнении определённых условий, касающихся сложности и времени игры, его будет сопровождать девочка-зайчик и/или финальный босс — джинн.

## Игровой процесс
В игре Virtual Boy Wario Land герой Варио отправляется на поиски сокровищ в Авазоне. Игровой процесс включает в себя такие приёмы, как прыжки, удар с разбега и метание врагов и предметов. Все уровни в игре отображаются с точки зрения сбоку. С помощью специальных блоков Варио может прыгать на задний план. Аналогично игре Wario Land: Super Mario Land 3, у игрока есть возможность надевать шляпы для получения новых способностей. Эти шляпы включают в себя шляпу орла, которая позволяет Варио перемещаться по горизонтали в воздухе, шляпу дракона, который дышит огнём, и шляпу быка, которая увеличивает его силу и добавляет рога. Он может получить шляпу со всеми тремя способностями под названием «Шляпа Короля Дракона». На каждом этапе Варио должен собрать сокровища и найти ключ, чтобы открыть лифт на следующий этап. Игроки могут найти различные сокровища, которые спрятаны на этапах, чтобы увеличить свой общий счет. Между этапами есть мини-игры, в которых Варио может сыграть в азартные игры на добычу, которую он уже собрал на этапе. Иногда игроки сражаются с боссами, которые используют особенности игрового фона.

## Разработка и выпуск
Игра Virtual Boy Wario Land была разработана подразделением Nintendo R&D1 и издана компанией Nintendo. Изначально игра называлась Wario Cruise, и это название появлялось на коробке системы Virtual Boy и в одном из выпусков журнала Nintendo Power. В разработке игры участвовала большая часть сотрудников R&D1. Музыка и звуковые эффекты были написаны Кадзуми Тотакой, который на этом закончил свою работу в R&D1. Тотака включил в саундтрек песню под названием «Песня Тотаки» (англ. Totaka's Song), которую он прячет в большинстве видеоигр, в разработке которых участвует. Как и все другие игры для Virtual Boy, Virtual Boy Wario Land использует красно-чёрную цветовую схему и параллакс — оптический трюк, применяющийся для имитации трёхмерной графики. Она была выпущена 27 ноября 1995 года в Северной Америке и 1 декабря 1995 года в Японии.

## Приём и наследие
| Иноязычные издания       | Иноязычные издания |
| Издание                  | Оценка             |
| ------------------------ | ------------------ |
| AllGame                  | [ 14 ]             |
| Famitsu                  | 27/40              |
| GamePro                  | 19/20              |
| Next Generation          | [ 16 ]             |
| Nintendo Life            | [ 17 ]             |
| Nintendo Power           | 4,3/5,0            |
| Nintendo World Report    | 8,0/10             |
| Game Zero Magazine       | 22,5/25            |
| Nintendo Magazine System | 89/100             |
| N64 Magazine             | 93 %               |

Игра Virtual Boy Wario Land получила в основном положительные отзывы после выхода, причём большинство критических замечаний было направлено на саму систему Virtual Boy. Аарон Кёртис из «Лос-Анджелес таймс» нашёл игру приятной, но ему не понравился визуальный стиль Virtual Boy. Джоэл Исли из Rocky Mountain News счёл, что использование трёхмерных технологий в игре хорошо демонстрирует возможности Virtual Boy, и его мнение разделил Скотт Алан Марриотт из AllGame. Уэс Нихей из GamePro похвалил игру за звуковые эффекты и качество спрайтов персонажей, назвав её лучшей игрой на платформе. Обозреватель Next Generation посчитал, что, хотя игра понравится более «хардкорным» фанатам Mario, она не очень продвинута по сравнению со старыми играми серии Mario. По его мнению, трёхмерная механика мало что добавила к игре.
Ретроспективная критика игры Virtual Boy Wario Land была более благосклонной. GamesRadar+, Nintendo Power и Retronauts назвали её одной из лучших игр на Virtual Boy, причём последние отметили, что её следовало бы перенести на другую платформу. Обозреватель GamesRadar+ Микель Репараз назвал игру «действительно потрясающим» платформером, несмотря на разочаровывающий эффект трёхмерности. По его словам, Virtual Boy Wario Land — «это именно то, что фанаты хотели видеть в Mario Clash», другой игре для Virtual Boy. Рецензенты Destructoid и IGN также выразили надежду, что игра будет переиздана на игровой системе Nintendo 3DS. Сотрудники Kotaku посчитали, что на момент выхода игра была недооценена из-за своей платформы. Дэйв Халверсон из Play писал, что он часто возвращается к игре Virtual Boy Wario Land, похвалив её за то, что она не надоедает при повторном прохождении. Обозреватель Retro Gamer счёл, что трюки с фоном помогли улучшить «традиционный» платформер. Обозреватель телепрограммы Good Game телеканала ABC счёл, что разработчики игры могли ещё поработать над её визуальным оформлением, и назвал её лучшей игрой для Virtual Boy. Нилу Ронагану из Nintendo World Report понравились трюки с фоном, но он счёл, что игра не слишком хорошо раскрывает концепцию. По его мнению, она также послужила демонстрацией того, как может выглядеть «традиционная» игра с использованием трёхмерных гиммиков. Рецензент GameZone посчитал, что пещерная обстановка помогает Virtual Boy подчеркнуть тонкие визуальные детали, и считает, что ради этой игры стоит купить игровую систему Virtual Boy.
Трюки с фоном в Virtual Boy Wario Land послужили вдохновением для многих разработчиков, в том числе Retro Studios в игре Donkey Kong Country Returns для Wii в 2010 году и Джулу Уотшэму в игре Mutant Mudds для 3DS в 2011 году.